# Menkar
Menkar (arabisch منخر الحوت, DMG Manḫar al-Ḥūt ‚Nasenloch des Walfischs‘) ist die Bezeichnung des Sterns α Ceti (Alpha Ceti). Menkar ist ein etwa 250 Lichtjahre entfernter Roter Riese vom Spektraltyp M1.5IIIa mit etwa doppelter Sonnenmasse und fast 90-fachem Sonnenradius. Die entsprechend große Fläche von Menkars Photosphäre sorgt trotz ihrer recht niedrigen Oberflächentemperatur von etwa 3800 K für eine etwa 1500-mal größere Leuchtkraft als die der kleineren aber heißeren Sonne. Der Stern ist wie viele Rote Riesen veränderlich, er gehört wohl zu den Langsam unregelmäßig veränderlichen Sternen.
Trotz seiner Bayer-Bezeichnung ist er nicht der hellste Stern im Sternbild Cetus: Deneb Kaitos (Beta Ceti) strahlt mit einer Helligkeit von 2.04 noch heller.
Der Stern ist auch unter den historischen Eigennamen Menkab, Mekab, Monkar und Al Minhar bekannt.
Die IAU Working Group on Star Names (WGSN) hat am 30. Juni 2016 den Eigennamen Menkar als standardisierten Eigennamen für diesen Stern festgelegt.